# Baronits Gábor
Baronits Gábor (Budapest, 1989. július 6. –), születési neve: Baronits Gábor Zsolt magyar színész.

## Élete
Ungár Anikó és Baronits Zsolt fia. Kilencéves korától a Földessy Margit Színjáték- és Drámastúdióban tanult. A Jóban Rosszban című szappanoperában is játszott 2015-ig.

### Magánélete
Több celebbel volt kapcsolata. 2011-ben Korsós Judit (Lola) volt a barátnője, majd a 2010-es évek elején Sydney van den Bosch lett a párja, a kapcsolatuk két és fél évig tartott. 2012-től másfél éven át Balázsfi Alexandra balerina volt a párja. 2014-ben Gombos Aliz, majd 2015-ben Szabó Zsófi került kapcsolatba vele. Oczella Eszter fitnessmodellel 2021-ben jött össze. 2025 augusztusában házasságot kötöttek.

## Színházi szerepei
- Horace McCoy: A lovakat lelövik, ugye?
- Siposhegyi Péter: Balatoni gyöngyhalászok
- Albert Camus: Caligula (Scipio)
- Szalay Krisztina:  GRAMP (Groups And Many People (together)) (Réz)
- Gém Zoltán: Starfactory (Tibi)
- Robin Hawdon: Forró hétvége (Robert)
- Szikora Róbert–Valla Attila: Macskafogó (Nick Grabowski)
- Marc Camoletti: Négy meztelen férfi (Bernard)
- Murray Schisgal: Második nekifutás (Joshua)
- Szalay Krisztina: Szent Iván-éji Brian élete
- Thornton Wilder: A mi kis városunk (George Gibbs)
- William Somerset Maugham: Csodálatos vagy, Júlia! (Roger Gosselyn)
- Gyurkovics Tibor: Nagyvizit (Kisdoktor)
- Agatha Christie: A vád tanúja (dr. Wyatt törvényszéki orvosszakértő)
- Laurent Baffie: Lököttek (Bob)
- Karinthy Frigyes: Tanár úr kérem!
- Marc Camoletti: Leszállás Párizsban (Robert)
- Robin Hawdon: Szeretőből egy is sok (Richard)
- Masayuki Suo: Hölgyválasz (Jimmy)

## Filmszerepek

### Dokumentumfilm
- Legenda – A szegedi diák – Hamlet története (dokumentumfilm, 2011) (TV-film) (Ifj. Horváth István)

### Játékfilm
- Az Elmenetel (rövidfilm, 2015) (Műtős)
- A király halála – II. Lajos élete és rejtélyes halála (dráma, 2015) (Hadnagy)
- #Sohavégetnemérős (2016) (Kolléga Laci)
- Van egy határ (dráma, 2017) (Morris)
- A merénylet (2018)
- Tékasztorik 2. (2020)

### Tévésorozat
- Barátok közt (2005) (Hidasi Marcell)
- Jóban Rosszban, TV2 (2010–2015) (Halász Kristóf)
- Született lúzer: Kiköpött vesztes (1. évad, 7. rész, 2007) (Mircea)
- A mi kis falunk (2018) (Ricsi, meleg fitneszedző a hotelben)

## Külső hivatkozások
- FIX TV - Bóta Café interjú Archiválva 2018. augusztus 29-i dátummal a Wayback Machine-ben